# Alfonso de Cartagena
Alfonso de Santa María de Cartagena (variantes: Alfonso de Carthagena, Alonso de Cartagena) (Burgos, 6 de julho de 1384 — Villasandino, 12 de julho de 1456) foi um judeu convertido ao cristianismo, um bispo católico, diplomata, historiador e escritor do pré-Renascimento espanhol.

## Biografia
Alfonso de Cartagena era o segundo filho do rabino Pablo de Burgos, que se converteu do judaísmo para o cristianismo em 1390 ou 1391. Ao mesmo tempo, Alfonso e seus quatro irmãos, uma irmã e dois tios foram batizados. Sua mãe, porém, não foi. Cartagena estudou Direito na Universidade de Salamanca, e "foi um grande advogado no direito civil e canônico", de acordo com Claros varones de Castilla (1486). Serviu como deão em Santiago de Compostela e Segóvia, mais tarde tornando-se núncio apostólico e cônego de Burgos (1421).
Foi igualmente notável como estadista e como sacerdote. Em 1434 foi nomeado pelo rei João II de Trastámara (1405-1454) como o representante de Castela no Concílio de Basileia, sucedendo ao cardeal Alonso de Carrillo. Lá, ele compôs um famoso discurso em latim e castelhano (Propositio... super altercatione praeminentia, 1434), convidando o Concílio a reconhecer o direito superior do rei de Castela sobre o rei da Inglaterra.
O humanista Enea Silvio Piccolomini, que se tornou Papa Pio II, em suas memórias chamou Cartagena de "um ornamento para a prelazia". O Papa Eugênio IV agradeceu-lhe por seus serviços, fazendo-o bispo de Burgos quando seu pai morreu (1435). Eugênio, ao ficar sabendo que o bispo de Burgos estava prestes a visitar Roma, declarou em pleno conclave que "na presença desse homem ele sentia vergonha de estar sentado na cadeira de São Pedro".
Depois de viver em Roma por algum tempo, dedicado ao estudo, Cartagena voltou para Burgos, onde fundou uma escola pública "de toda a doutrina", na qual estudaram os mais avançados latinistas da Espanha dos Reis Católicos. Entre eles estavam: Rodrigo Sánchez de Arévalo, Alfonso de Palencia, Diego Rodríguez Almela e talvez Fernán Díaz de Toledo. Cartagena foi amigo do escritor e humanista Fernán Pérez de Guzmán (1378-1460), sobrinho de Pero López de Ayala e senhor de Batres, que incluiu um carinhoso esboço biográfico em sua Generaciones y semblanzas (1450). Cartagena dedicou a ele o seu Oracional (1454), um tratado sobre a oração.
Cartagena foi para Portugal como um emissário do rei João II, onde negociou a paz. Foi também emissário dos reis da Alemanha e da Polônia e interveio nos conflitos de Castela contra Aragão e Granada.
Ajudou com uma grande soma em dinheiro para a construção do mosteiro de San Pablo de Burgos e reconstruiu outras igrejas e mosteiros em sua sede, entre elas a Catedral de Burgos, cuja construção havia sido interrompida muito tempo antes.
Em 1422 ele empreendeu a tradução de algumas obras de Cícero (De officiis, De senectute), encomendado pelo secretário do rei João II, Juan Alfonso de Zamora. Traduziu também De inventione, de Cícero, para a utilização pelo então príncipe Duarte de Portugal. Sua tradução para o espanhol foi acompanhada de uma clara intenção humanística, a de ensinar a sabedoria dos clássicos aos senhores interessados nas obras, e não somente aos estudiosos. Pela mesma razão, mas também por outros motivos (sua inclinação para o estoicismo), ele traduziu o Treatises e Tragedies de Sêneca. Discutiu com o humanista Leonardo Bruni também conhecido como Leonardo Aretino (1370-1444) sobre uma nova tradução por Bruni da Ética de Aristóteles. O conflito tornou-se ainda mais popular quando Pietro Candido Decembrio (1399-1477) saiu em defesa de Bruni, e o cardeal Pizolpasso (1370-1443) também se envolveu. Pelo menos seis textos e dezenove cartas relacionadas com a disputa foram trocados entre Cartagena e Decembrio, incluindo as Declinations de Cartagena.
Heinrich Graetz atribui à influência exercida por Cartagena sobre Eugênio IV, à mudança repentina de atitude para com os judeus. Cartagena sozinho, diz Graetz, poderia ter sido o autor das denúncias contra o orgulho e a arrogância dos judeus de Castela, o que levou o papa a emitir a bula de 1442, retirando os privilégios concedidos a eles pelos papas anteriores.
Cartagena escreveu ainda alguns tratados sobre filosofia moral e teologia.
Aos sessenta anos de idade saiu em peregrinação a Santiago de Compostela e morreu no retorno à sua diocese.

## Obras
Além de suas traduções de doze livros de Sêneca, nos quais ele estava particularmente interessado, e das obras de Cícero mencionadas acima, Cartagena escreveu Rerum in Hispania gestarum Chronicon. Por volta de 1456 escreveu uma história de Espanha com base em Flavius Josephus, Florus e Rodrigo Jiménez de Rada e intitulado Anacephaleosis, que enfatizava o goticismo castelhano. Esta foi traduzida por Fernán Pérez de Guzmán e Juan de Villafuerte sob o título Genealogía de los Reyes de España (Genealogia dos Reis de Espanha) (1463). A tradução era composta por um prólogo e 94 capítulos, dos quais sete contêm um resumo das origens da monarquia espanhola a partir de Atalarico até os reis das Astúrias e de Leão e Castela, e uma árvore genealógica mostrando suas relações com os monarcas de Navarra, Aragão e de Portugal.
Entre os escritos de Cartagena sobre história, moral, e outros assuntos, há um comentário sobre o Salmo vinte e seis, Judica me, Deus. Defensorium fidei, também chamado de Defensorium unitatis christianae (1449-1450), é um apelo em defesa dos judeus convertidos. Oracional de Fernán Pérez (Burgos, 1487, escrito cerca de 1454) é um tratado sobre uma oração editada aproximadamente em 1454 e endereçada ao seu amigo e confidente Fernán Pérez de Guzmán, em 55 capítulos e um epílogo sobre as virtudes e a missa. Escreveu também Doctrinal de Caballeros (Burgos, 1487, escrito por volta de 1444), que consiste em uma adaptação da segunda Partida de Afonso X, o Sábio em quatro livros cobrindo a fé, as leis, a guerra, recompensas e punições, revoltas, os desafios e duelos, torneios, vassalos, más ações e privilégios.
Outros trabalhos incluem Memoriales virtutum ou Memorial de virtudes, várias canções, aforismos e composições de amor que aparecem dispersos em livros de canções; Prefación a San Juan Crisóstomo, Allegationes... super conquista insularum Canariae (Alegações sobre a conquista das Ilhas Canárias, 1437), que defende o direito castelhano sobre as ilhas; Epistula... ad comitem de Haro (aproximadamente em 1440), a prescrição de um programa de leituras para educar a nobreza, entre eles os textos moralistas de Catão, o Velho, e Contemptus mundanorum. Escreveu também Duodenarium (1442), onde responde a doze perguntas de Pérez de Guzmán; Tractatus questionis ortolanus (1443-1447), para Rodrigo Sánchez de Arévalo, no qual defende a superioridade da visão sobre a audição; uma resposta ao Questión sobre la caballería (1444), do Marquês de Santillana; um Devocional que foi perdido, etc.